# 公共活动室
公共活动室是一种可以由一群人共同使用的房間，常见于大学、学院宿舍、 军事基地、医院、疗养院、社区性质的公共建筑 、宾馆以及监狱。 公共活动室的面積基本上有數個個人小房间那麼大。 公共活动室內可以找到沙發、电视、茶几和其他家具，有些公共活动室也提供免费的健身器材。 